# Жінка, яка згрішила
Жінка, яка згрішила (англ. The Woman Who Sinned) — американський фільм 1991 року.

## Сюжет
Вікторія Робсон має позашлюбний роман. Її звинувачують у вбивстві свого найкращого друга, а єдине алібі — це любовний зв'язок. Проблема в тому, що вона не може надати доказів того, що роман з її коханцем коли-небудь існував.

## У ролях
- Сьюзен Луччі — Вікторія Робсон
- Тім Метісон — Майкл Робсон
- Майкл Дудікофф — Еван Ганнс
- Джон Вернон — лейтенант Гірветц
- Крістін Белфорд — Ренді Емерсон
- Клейтон Ланді — Ларрі
- Том Еверетт — сержант Харпер
- Джон Сандерфорд — доктор Марк Лонгвел
- Ленор Касдорф — Мері Джейн Вудман
- Клаудія Крістіан — Джуді Рейнхардт
- Йен Патрік Вільямс
- Патріція Естрін — Джекі
- Кевін Пейдж — Тед Осборн
- Ніл Віпонд — Новак
- Стюарт Нісбет — суддя
- Ед Вільямс — священик
- Дік Міллер — Томас
- Стефен Пруттінг — The Creep
- Річард Наріта — Вілсон
- Вільям Едвард Льюїс — Конвей
- Фредерік Такер — коронер
- Рон Прінц — поліцейський